# Wynn Macau (företag)
Wynn Macau, Limited, kinesiska: 永利澳门有限公司, är ett kinesiskt företag inom gästgiveri och hasardspel. De har sina verksamheter i Macao.
Företaget är det dotterbolag till det amerikanska kasinoföretaget Wynn Resorts. Wynn Macau, Limited har sitt huvudkontor i kasinot Wynn Macau i Sé medan själva företaget är registrerad i George Town på Caymanöarna.

## Historik
Företaget grundades den 6 september 2006 av kasinomagnaten Steve Wynn i syfte att äga och driva Wynn Resorts tillgångar i Macao.

## Tillgångar
Källa: 

### Nuvarande
|  | Namn                 | Ort                | Invigd | Antal hotellrum | Spelyta (m2) |
|  | -------------------- | ------------------ | ------ | --------------- | ------------ |
|  | Encore at Wynn Macau | Sé, Macao, Kina    | 2010   | 414             | N/A          |
|  | Wynn Macau           | Sé, Macao, Kina    | 2006   | 594             | 23 412       |
|  | Wynn Palace          | Cotai, Macao, Kina | 2016   | 1 706           | 39 391       |
|  |                      |                    |        | 2 714           | 62 803       |

### Framtida
|  | Namn             | Ort                | Invigs | Antal hotellrum | Spelyta (m2) |
|  | ---------------- | ------------------ | ------ | --------------- | ------------ |
|  | Crystal Pavilion | Cotai, Macao, Kina | 2024   | ~1 300          | N/A          |